# Et voilà
Et voilà è il secondo album del musicista italiano Tony Cercola, pubblicato nel 1991 da Cheyenne Records.

## Tracce
1. Et voilà
2. Buena suerte
3. Mambo rai
4. Nemmeno un sogno
5. Segui la danza
6. Neranera
7. Pa te pa te
8. Domani tu
9. Casbah
10. Tiberio